# Valentina Correani
Valentina Correani, nota anche con lo pseudonimo di Valecorre (Roma, 27 dicembre 1982), è una conduttrice televisiva, attrice e conduttrice radiofonica italiana.

## Carriera
Dal 12 aprile 2008 al 2011 ha condotto come VJ il programma televisivo Hitlist Italia, in onda ogni fine settimana su MTV.
Nel 2010 ha portato in scena la black-comedy After the End di Dennis Kelly per la regia di Marco Giuliani. Nel suo percorso di attrice ha partecipato a numerosi cortometraggi e alcuni videoclip, tra cui Studentessa universitaria, di Simone Cristicchi.
Fa parte inoltre del cast di AmeriQua film scritto e interpretato da Bobby Kennedy III, uscito nel 2013.
A settembre 2013 conduce in radio Tutta la giornata davanti con Massimo Cervelli su Radio 2 Rai, nonché il programma domenicale Facci un gol con Giacomo Valenti, sempre su Radio 2.
Ha condotto Hitlist Italia per diversi anni, fino al 2011, anno della cancellazione in versione live dello show. Da luglio a settembre presenta "Hitlist Italia e CocaCola Live - The Summer Song" in diretta il venerdì sera su MTV Italia. Il 12 settembre 2009, conduce parte dell'MTV DAY 2009 in diretta da Genova. Il 26 settembre 2009, con Alessandro Cattelan, conduce il concerto Coca Cola Live @ MTV - The Summer Song, in diretta dalla piazza del Popolo a Roma, su MTV.
Il 18 settembre 2010, con Francesco Mandelli, conduce il concerto Coca Cola Live @ MTV - The Summer Song, in diretta dalla piazza del Plebiscito a Napoli, sempre su MTV. Il 30 giugno, l'1 e il 2 luglio 2011, con Fabrizio Biggio, Pif e Francesco Mandelli, conduce i tre concerti degli MTV Days, da piazza Castello a Torino, su MTV. Il 5 maggio 2012 ha condotto, insieme al gruppo hip hop Club Dogo, la settima edizione dei TRL Awards, in diretta da piazzale Michelangelo a Firenze, su MTV.
Nel 2014 e nel 2015 è stata co-conduttrice rispettivamente nella seconda e nella terza edizione di The Voice of Italy, in onda su Rai 2, di cui curava la parte relativa al web.

## Teatro
- Metti una sera con Satana, regia di M. Lombardi
- L'assassino è quello che resta in piedi, regia di Patrizio Cossa
- After The End di Dennis Kelly, regia di Marco Giuliani

## Filmografia parziale

### Cinema
- L'ultima volta, regia di Andrea Costantini - Cortometraggio (2009)
- Ludovico Van (cortometraggio) regia E.Calamante
- Dormire sul mare (cortometraggio) regia Alessandro Zizzo
- Torta di patate (cortometraggio) produzione UniRoma3 in collaborazione con Daniele Luchetti.
- Porpora (cortometraggio) regia di Fabio Cillia
- Come non detto, regia di Ivan Silvestrini (2012)
- AmeriQua - regia di Marco Bellone e Giovanni Consonni (2013)
- Beata te, regia di Paola Randi (2022)

### Televisione
- Medicina generale, regia di Francesco Miccichè e di Luca Ribuoli - Serie TV - Rai 1 (2007-2008)
- Squadra antimafia - Palermo oggi 2 - serie TV, 4 episodi (2010)
- Rocco Schiavone 2, regia di Giulio Manfredonia - serie TV, episodio 2x02 e 2x03 (Rai 2, 2018)
- Il Santone - #lepiùbellefrasidiOscio (seconda stagione), regia di Laura Muscardin - serie TV (RaiPlay, 2024)

## Programmi TV
- The Voice of Italy - Talent show - (Rai 2, 2014-2015) - Co-conduttrice
- Eurovision Song Contest 2015 (Rai 2, 2015) - Commentatrice in diretta

## Videoclip
- Studentessa universitaria - Simone Cristicchi (2005)
- Il tirannosauro - Useless Wooden Toys (2011)